# 奧西特納
奧西特納（烏克蘭語：Оситна），是烏克蘭中部的村莊，隸屬基洛夫格勒州的新烏克蘭卡區。該村面積1.8平方公里，海拔高度182米，2001年人口327，人口密度每平方公里181.7人。
48°40′19″N 31°48′42″E / 48.67194°N 31.81167°E